# Platja del Remolar (Viladecans)

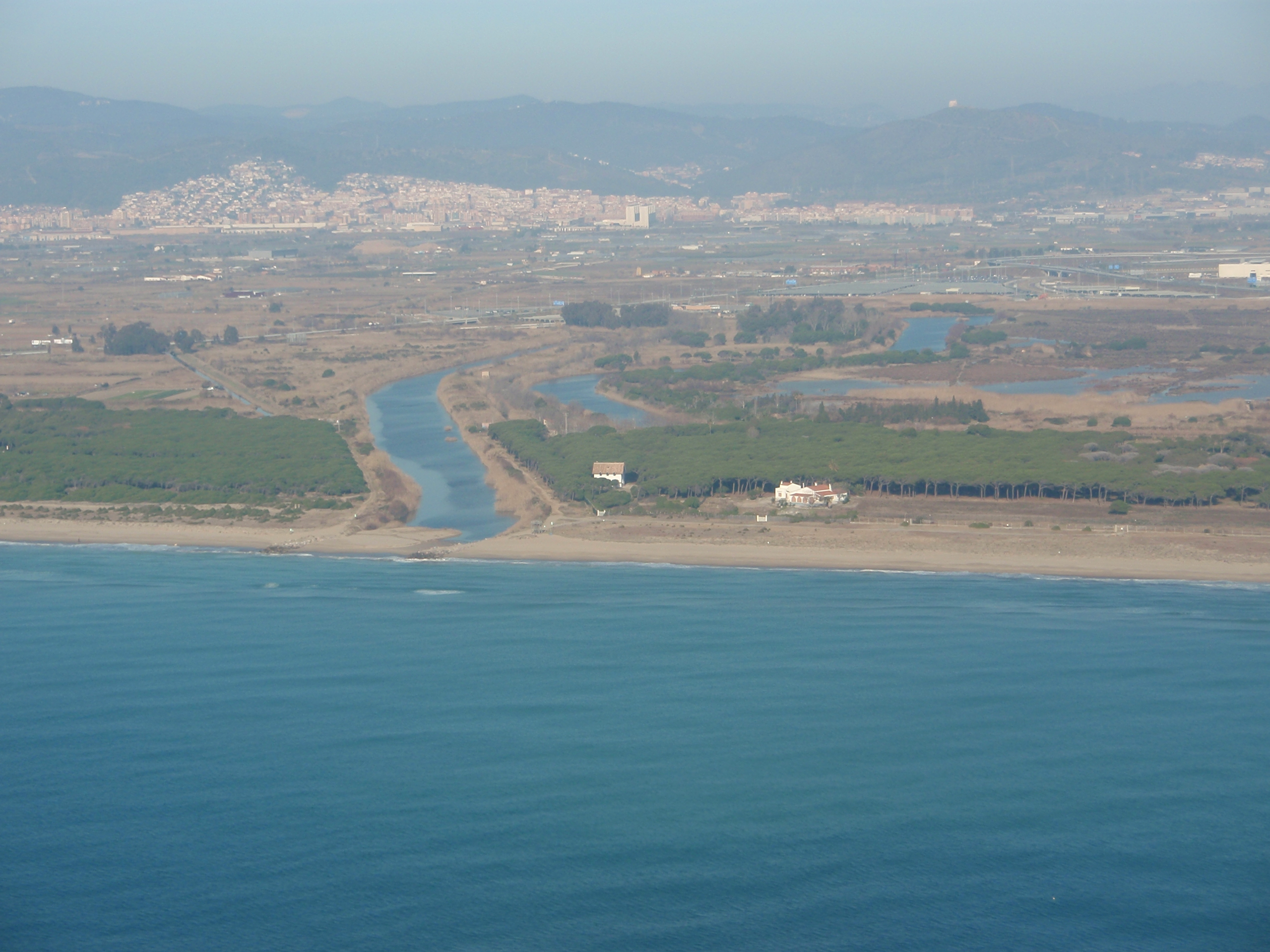
Desembocadura de la riera de Sant Climent

La platja del Remolar és una platja natural del municipi de Viladecans (Baix Llobregat), situada dins de la Reserva Natural del delta del Llobregat. Limita a llevant amb la desembocadura de l'estany del Remolar, que la separa de la platja del Remolar del municipi del Prat de Llobregat, i a ponent amb desembocadura de la riera de Sant Climent, que la separa de la platja de Cal Francès. Orientada al sud-sud-est, té una longitud de gairebé 900 metres i una amplada mitjana de 60 metres, formada per sorra de gra mig, amb un pendent d'entrada a l'aigua moderat. Prop de la riera de Sant Climent hi ha una torre d'observació de la fauna, anomenada mirador de Can Francès o mirador de la Riera de Sant Climent. S'hi practica el nudisme.

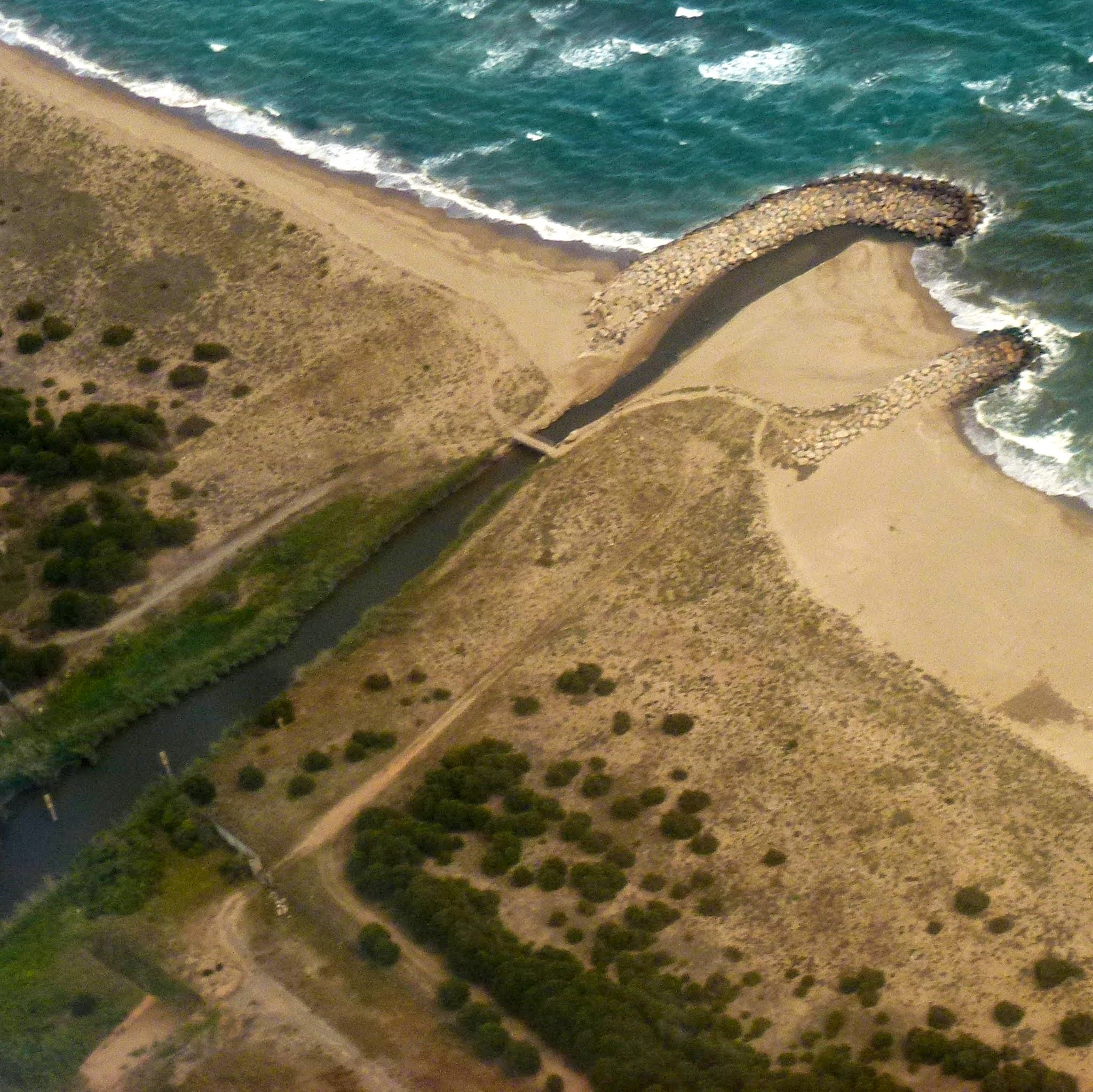
Desembocadura de l'estany del Remolar

Una gran part de la platja està ocupada per vegetació dunar i basses temporals d’aigua que són l'hàbitat d'un bon nombre d'aus del litoral. Està tancat l'accés a la platja de l'1 de març fins al 31 de juliol, i prohibit l'accés de gossos durant tot l'any, i no es fa neteja mecanitzada, per tal de facilitar la nidificació d'espècies en perill d'extinció. El 2018 va rebre el guardó de 'Platges Verges', que atorga l'ONG Ecologistes en Acció.
L'Agència Catalana de l'Aigua efectua un control quinzenal de la qualitat de l'aigua, durant la temporada de bany, amb el resultat d'excel·lent.